# Ley de Sitios Históricos (Estados Unidos)
La Ley de Sitios Históricos de 1935 de los Estados Unidos («Historic Sites Act») fue una ley promulgada por el Congreso de los Estados Unidos que tuvo como objeto organizar la multitud de propiedades protegidas del gobierno federal —parques, monumentos y sitios históricos nacionales— en el marco del entonces recién creado Servicio de Parques Nacionales («National Park Service») dependiente del Secretario del Interior. Fue una ley importante ya que por vez primera declaró «... que es una política nacional preservar para su uso público los lugares históricos, edificios y objetos de importancia nacional...» Fue la primera afirmación de la preservación histórica como un deber del gobierno, cometido que sólo se había insinuado en la ley de Antigüedades («Antiquities Act») de 1906.

## Historia
La ley de Sitios Históricos fue una iniciativa legislativa que continuó la reorganización de los parques nacionales que había emprendido en 1933  el presidente Franklin D. Roosevelt. El 10 de junio de 1933 Roosevelt había firmado la Orden Ejecutiva 6166 que consolidaba todos los parques nacionales y monumentos nacionales, los parques militares nacionales, los once cementerios nacionales, los memoriales nacionales y el parque Capital Nacional en un único Sistema de Parques Nacionales («National Park System»). El Servicio de Parques Nacionales («National Park Service») se destinó a supervisar todos estos ámbitos, siendo el único organismo federal responsable de todas las propiedades federales protegidas, ya fuesen parques, monumentos o memoriales nacionales.
El 10 de noviembre de ese mismo año 1933, Roosevelt encomendó a su amigo y vecino, el Major Gist Blair, que tomara en consideración «algún tipo de plan que coordinase la amplia relación del Gobierno Federal con los Estados y el interés local en el mantenimiento de fuentes y lugares históricos en todo el país» («to some kind of plan which would coordinate the broad relationship of the Federal Government to State and local interest in the maintenance of historic sources and places»).
La ley de 1935 declaró «que es una política nacional preservar para el uso público los lugares históricos, edificios y objetos de importancia nacional para inspiración y beneficio del pueblo de los Estados Unidos» («that it is a national policy to preserve for public use historic sites, buildings and objects of national significance for the inspiration and benefit of the people of the United States»). Esa nueva política nacional fue la piedra angular del programa de preservación histórica del gobierno federal desde 1935, reafirmada en la ley de 26 de octubre de 1949 que creó el Fondo Fiduciario Nacional para la Preservación Histórica («National Trust for Historic Preservation»), y en la ley de Preservación Histórica Nacional de 1966 («National Historic Preservation Act»).

## Contenido
Para llevar a cabo tal política la ley asignó amplios poderes, deberes y funciones al Secretario del Interior, que los ejercerá a través del Servicio de Parques Nacionales. La Sección 462 de la ley enumera una amplia gama de competencias y responsabilidades, entre ellas:
- hacer una encuesta nacional de sitios históricos y arqueológicos, edificios y objetos para determinar cuáles de ellos tienen «un valor excepcional como conmemoración o ilustración de la historia de los Estados Unidos» («exceptional value as commemorating or illustrating the history of the United States»). Dicha encuesta, que desarrollaba, codificaba e institucionalizaba una primera encuesta temporal realizada en 1933, fue la Encuesta de Edificios Históricos de Estados Unidos («Historic American Buildings Survey»);
- la autorización para el estudio de edificios y lugares de importancia, que se convirtirian en el Programa Hitos Históricos Nacionales («National Historic Landmark Program»), que más adelante, en 1966, se integró en el Registro Nacional de Lugares Históricos («National Register of Historic Places», NRHP) después de la aprobación de la Ley de Preservación Histórica Nacional de 1966 («National Historic Preservation Act»)

- adquirir bienes muebles o inmuebles a los efectos de la Ley;

- contratar o hacer acuerdos de cooperación con los estados, subdivisiones municipales, corporaciones, asociaciones o individuos para realizar realmente trabajos de preservación en los bienes históricos.

Además, la Sección 463 de la ley estableció la necesidad de crear una Junta Consultiva («Advisory Board») en cada uno de los parques, sitios históricos, edificios y monumentos nacionales para asistir al Secretario del Interior en la administración de dichos lugares.